# Dreampunk
Le dreampunk est un microgenre de musique électronique caractérisé par l'accent mis sur les ambiances cinématographiques et les prises de sons extérieurs, combinés à divers traits et techniques issus de genres tels que la techno, la jungle, l'electro et le dubstep.

## Histoire
Le dreampunk émerge au milieu des années 2010. Plusieurs des premiers artistes dreampunk puisent leur influence dans les musiques de films, la vaporwave et la drum and bass. Le dreampunk trouve son origine dans les débuts de 2814, le duo ambient composé de Luke Laurila (t e l e p a t h テレパシー能力者) et de David Russo (Hong Kong Express). Le nom est dérivé du mot cyberpunk en raison de l'utilisation fréquente d'espaces métropolitains imaginaires dans son design sonore, évoquant l'expérience de marcher dans une ville futuriste.

### Origines
Le dreampunk débute initialement le 29 janvier 2014, lorsque le musicien britannique David Russo lance le label Dream Catalogue, spécialisé dans la vaporwave et la « dream music » (le prénom du dreampunk). Inspiré par les films de Wong Kar-wai, Russo explore la musique ambient onirique sous le nom de Hong Kong Express. Après s'être lié d'amitié avec le producteur américain de vaporwave Luke Laurila (t e l e p a t h テレパシー能力者), les deux sortent rapidement des albums solo sur Dream Catalogue, à travers de nombreux alias anonymes,. En octobre 2014, Russo et Laurila forment un projet collaboratif, 2814, un duo qui récoltera les louanges des critiques et des internautes,,. En 2015, Vice publie un article faisant l'éloge du deuxième album cyberpunk ambient vaporwave de 2814, 新しい日の誕生 (Birth of a New Day), le qualifiant de « glissement dans un monde de néon et de pluie, de brume et de mémoire. » Malgré leur succès sur Bandcamp, Russo purge Dream Catalogue d'un grand nombre de ses albums samplés pour éviter les litiges sur les droits d'auteur et se concentrer sur la dream music qu'il décrit lui-même,,. Le schisme entre le dreampunk et la vaporwave est décrit par Russo comme « l'ensemble de la vibration de la musique de rêve est certainement assez fluide pour englober de nombreux styles musicaux différents, tout en conservant certains éléments qui font que le label se distingue dans son ensemble - réalité, futurisme, concepts lourds et projets axés sur l'histoire, tandis que la vaporwave en tant que terme et idée est devenue une sorte de fardeau pour toutes les personnes qui y sont impliquées. » De 2016 à 2018, Russo et une nouvelle vague d'artistes de Dream Catalogue se sont largement concentrés sur le style hardvapour de wosX,, et le style ghost tech éphémère, laissant la place à d'autres labels pour mener le mouvement dreampunk. 

### Débuts
Les premières années du dreampunk tournent autour de divers netlabels, qui sont le point central de la communauté. Avec l'adoption de la messagerie Twitter, des émissions de radio sur le net et des festivals livestream comme SPF420, le groupe d'artistes nouvellement formé s'est rapidement connecté les uns aux autres et a ensuite sorti des albums sur les labels des uns et des autres. L'un des premiers propriétaires de dreampunk est No Problema Tapes, un label discographique de cassettes dirigé par Pablo Salas et Gonzalo Silva,. Le label est d'abord lié à la vaporwave et à la drone, mais s'étend ensuite au domaine du dreampunk, publiant des albums de certains des premiers artistes de la communauté (notamment Sangam, Renjā et Origami Girl). Le 17 octobre 2020, Remezcla rapporte que le siège de No Problema Tapes avait complètement brûlé et que le label avait pu reprendre ses activités grâce à une collecte de fonds, à un album de compilation et à l'externalisation de la production de cassettes auprès du label canadien New Motion.
Après l'émergence du dreampunk sur des labels comme Dream Catalogue, No Problema Tapes, BLCR Laboratories, House of the Leg, Virtual Dream Plaza, entre autres, des artistes de tout l'Internet commencent à utiliser le terme « dreampunk » de manière interchangeable avec « dream music ». Pendant cette période, des producteurs comme Remember, Cungking Mansions, Kagami Smile, et Thugwidow apportent des styles cinématographiques plus sombres au genre.
Dans une période de croissance, des artistes dreampunk tels que 輕描淡寫 (QMDX) et Sangam sont présentés aux côtés de Disasterpeace et Merzbow sur le label disparu, Bludhoney Records,. Pendant la confinement mondial lié au Covid-19, le genre connait une résurgence dans les festivals de musique virtuelle, avec notamment des performances de Livewire, Pure Live et Enter the Void.

## Caractéristiques
Le dreampunk s'inspire principalement des sons de la ville, de la science-fiction,, du surréalisme, de la solitude, de l'amour et des rêves. Des musiciens tels que Vangelis, Burial et Aphex Twin, ainsi que le cinéma et les animes d'Asie de l'Est, sont des sources d'inspiration communes au dreampunk.